# Anisodon grande
Anisodon grande — викопний монотипний вид роду Anisodon підродини Chalicotheriinae родини халікотерієві. Жив в Європі наприкінці міоцену. Висота в холці близько 150 см і вага близько 600 кг. Ці звірі мали пазуристі передні кінцівки, якими вони могли пригинати гілки дерев і об'їдати листя, а також відлякувати міоценових хижаків, таких як амфіціонові і махайродові.